# Лузерна
Лузерна (італ. Luserna, вен. Łuxerna) — муніципалітет в Італії, у регіоні Трентіно-Альто-Адідже,  провінція Тренто.
Лузерна розташована на відстані близько 460 км на північ від Рима, 23 км на південний схід від Тренто.
Населення — 274 особи (2014).

## Демографія
Населення за роками:

Станом на 1 січня 2023 року в муніципалітеті офіційно проживало 5 іноземців з 3 країн, серед них 2 громадяни країн Євросоюзу.

## Сусідні муніципалітети
- Кальдонаццо
- Лавароне
- Левіко-Терме
- Педемонте
- Ротцо
- Вальдастіко